# Kwon Tae-an
Kwon Tae-an (* 18. Februar 1985 in Seoul) ist ein ehemaliger südkoreanischer Eishockeyspieler, der den Großteil seiner Karriere bei High1 in der Asia League Ice Hockey unter Vertrag stand.

## Karriere
Kwon Tae-an begann seine Karriere als Eishockeyspieler in der Mannschaft der Kyung-Bok Highschool. Als 19-Jähriger wechselte er für ein Jahr zur Yonsei-Universität. Nach zwei Jahren in den USA – er spielte je ein Jahr bei den Richmond Sockeyes und den Elmira Jackals – ging er für ein Jahr nach Schweden zu Borlänge HF, wo er in der drittklassigen Division 1 spielte. Nachdem er dort mit 17 Toren in 235 Spielen auffiel, wurde man auch in der Heimat auf den Stürmer aufmerksam. Kwon unterschrieb einen Vertrag bei High1 aus Chuncheon für die Asia League Ice Hockey, wo er seither spielt.

### International
Für Südkorea nahm Kwon Tae-an bereits 2003 an der U-18-WM teil. Bei der Division 2 der WM 2009 spielte er erstmals in der Herren-Nationalmannschaft und trug mit seinen sieben Toren in fünf Spielen maßgeblich zum Aufstieg in die Division 1 bei. Er erreichte nicht nur die beste Plus/Minus-Bilanz des Turniers, sondern wurde auch zum besten Stürmer und zum wertvollsten Spieler des Turniers gewählt. In der Division 1 war er für sein Land bei den Weltmeisterschaften 2010, 2011 und 2013 dabei. Bei den Winter-Asienspielen 2011 gewann er mit der südkoreanischen Mannschaft hinter Kasachstan und Japan die Bronzemedaille.

## Erfolge und Auszeichnungen
- 2009 Aufstieg in die Division I bei der Weltmeisterschaft der Division II, Gruppe B mit Südkorea
- 2009 Wertvollster Spieler, bester Stürmer und beste Plus/Minus-Bilanz bei der Weltmeisterschaft der Division II, Gruppe B
- 2011 Bronzemedaille bei den Winter-Asienspielen 2011 mit Südkorea

## Asia-League-Statistik
(Stand: Ende der Saison 2018/19)